# Story of Seasons: Trio of Towns
Story of Seasons: Trio of Towns, conocido en Japón como 牧場物語 3つの里の大切な友だち (Bokujō monogatari: mittsu no sato no taisetsuna tomodachi) es un videojuego RPG y simulación de agricultura para la Nintendo 3DS, desarrollado por la empresa Marvelous Inc., formando parte de la franquicia Harvest Moon.
Fue lanzado en Japón el 23 de junio de 2016 y en América el 28 de febrero de 2017.